# Бней Герцлия (баскетбольный клуб)
«Бней Герцли́я» (ивр. בני הרצליה‎, буквальный перевод — Дети Герцлии; в 2002—2012 годах «Бней ха-Шарон», ивр. בני השרון‎) — мужской профессиональный баскетбольный клуб, представляющий Герцлию в израильской баскетбольной Суперлиге. Двукратный обладатель Кубка Израиля (1995, 2022), многократный призёр чемпионата Израиля.

## История и достижения
Клуб основан в 1985 году мэром Герцлии Эли Ландау и бывшим игроком сборной Израиля Талем Броди. В сезоне 1991/92 впервые пробился в высшую лигу чемпионата Израиля. В 1995 году под руководством тренера Эфи Биренбойма «Бней Герцлия» завоевала Кубок Израиля, обыграв в финале «Хапоэль» (Холон).
Летом 2002 года состоялось объединение двух команд высшего дивизиона чемпионата Израиля по баскетболу — «Маккаби» (Раанана) (трёхкратный серебряный призёр национальных первенств) и «Хапоэль» (Герцлия). Новый клуб получил название «Бней ха-Шарон» (Шарон — географический район в центральной части средиземноморского побережья Израиля, где расположены Раанана и Герцлия).
В первый год своего существования новая команда под руководством тренера Эфи Бирнбойма заняла шестое место в чемпионате Израиля и дошла до полуфинала Кубка Израиля. Команда также участвовала в Кубке чемпионов ФИБА.
В сезоне 2003/4 годов клуб дошёл до полуфинала плей-офф в чемпионате страны, а на следующий год стал финалистом Кубка Израиля. «Бней ха-Шарон» ещё дважды выходили в финал Кубка Израиля, в сезонах 2006/7 и 2009/10, а в 2007 и 2008 годах дважды завоёвывали бронзовые медали чемпионата Израиля. Команда ещё дважды участвовала в европейских клубных турнирах, но каждый раз выбывала на групповом этапе.
Перед сезоном 2012/13 годов в израильской Суперлиге команда была вновь переименована в «Бней Герцлия» в связи с прекращением поддержки со стороны мэрии Раананы.

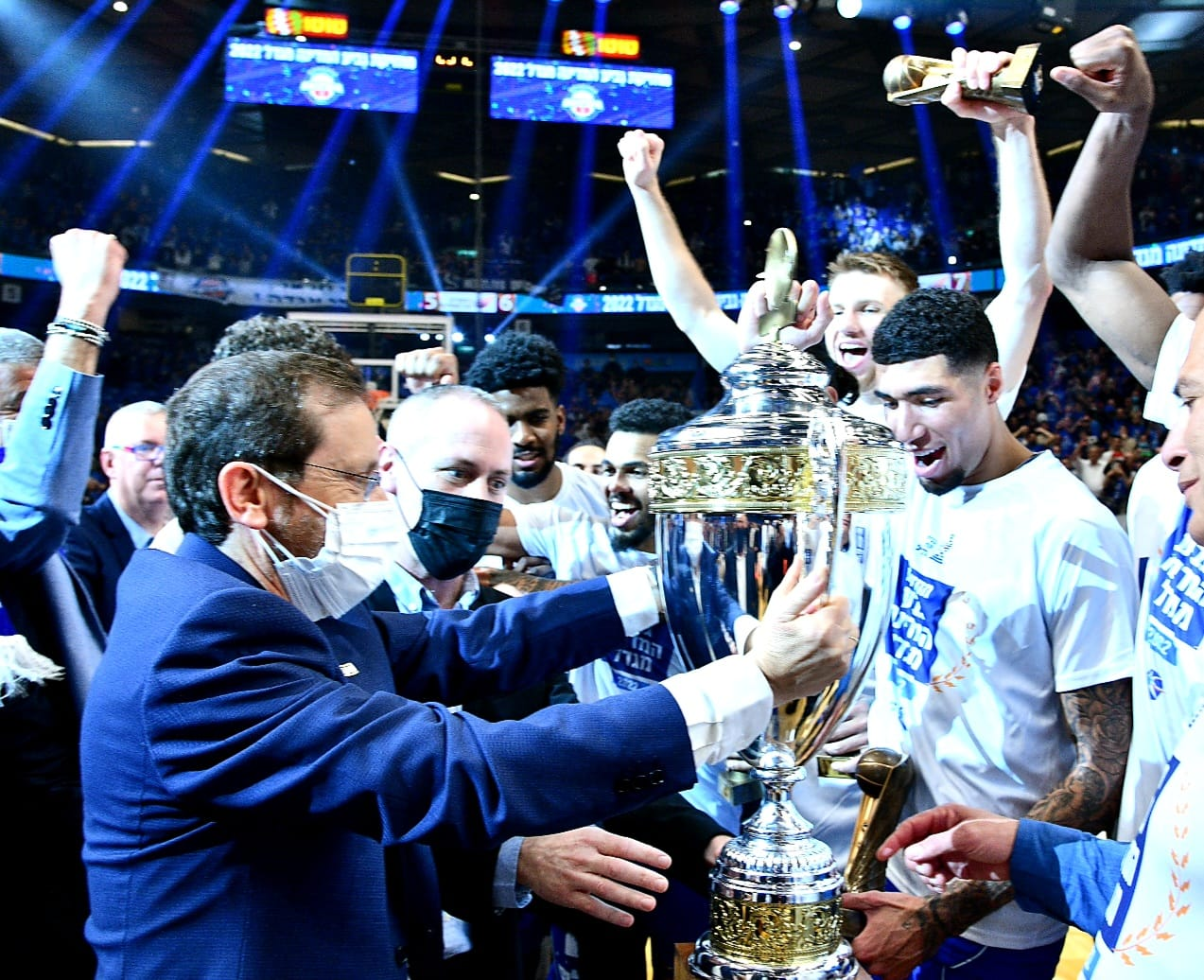
Президент Ицхак Герцог вручает Кубок Израиля игрокам «Бней Герцлия»

По итогам сезона 2018/19 клуб не сумел удержаться в Суперлиге и вылетел в Национальную лигу — второй по силе эшелон профессионального чемпионата страны. В следующем сезоне «Бней Герцлия» была одним из лидеров Национальной лиги на момент, когда игры были прекращены после 22-го тура из-за пандемии COVID-19. Было принято решение, что «Бней Герцлия» и второй лидер лиги — «Хапоэль» (Хайфа) — в следующем сезоне будут играть в высшем дивизионе. В 2022 году команда завоевала Кубок Израиля, победив в финале «Хапоэль» (Тель-Авив) со счётом 87:82. В том же сезоне клуб дошёл до финала чемпионата Израиля, проиграв там холонскому «Хапоэлю».